# 小行星3463
小行星3463（英語：3463 Kaokuen）是一颗围绕太阳公转的小行星。1981年12月3日，紫金山天文台在南京发现了此天体，为表彰物理学家高锟的贡献而命名为高锟星。
这颗小行星的绝对星等为48.58617473206809等。